# ديان إيليك
ديان إيليك هو لاعب كرة قدم صربي في مركز الوسط، ولد في 21 مارس 1976 في ليسكوفاتس في صربيا. لعب مع النجم الأحمر بلغراد ونادي أوبليتش ونادي أيك لارنكا ونادي إستر ونادي غوريتسا ونادي مكابي تل أبيب.

## وصلات خارجية
- ديان إيليك على موقع رابطة كرة القدم الفرنسية للمحترفين (الإنجليزية)
- ديان إيليك على موقع قاعدة بيانات كرة القدم.إي يو (الإنجليزية)
- ديان إيليك على موقع عالم كرة القدم.نت (الإنجليزية)